# Белинташ
Белинташ (также Беланташ) — скальное плато в болгарских Родопах со следами древней человеческой деятельности. Предполагается, что здесь был расположен культовый объект фракийского времени, принадлежавший племени бессов. На скальной площадке длиной около 300 м на высоте 1225 м над уровнем моря обнаружены круглые выбоины, ниши и ступеньки.
В 2006 году обнаружена надпись, выбитая на скале, которая может означать наличие древней письменности у фракийцев. Впрочем, подлинность надписи ещё не подтверждена археологами.

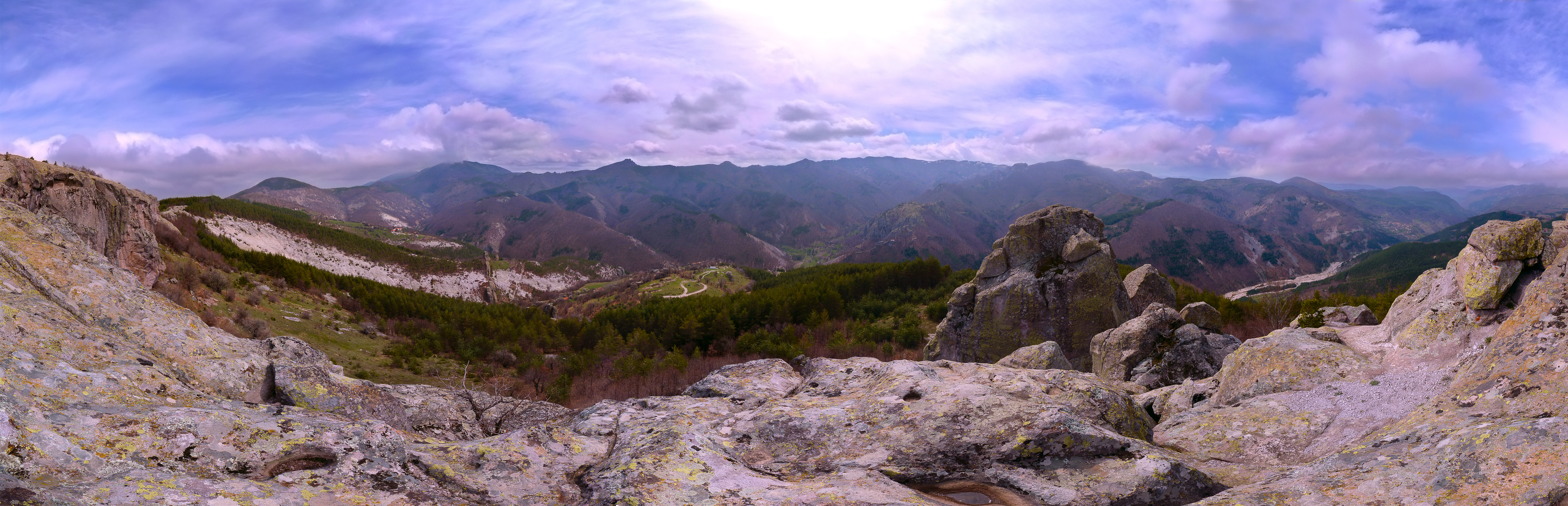
Панорама Белинташа

## Происхождение названия
Белинташ означает «белый камень» и образовано от болгарского прилагательного «бял» (белый), которое может в местных говорах иметь форму «белиан» или «белан», и заимствованного из турецкого языка слова «таш» (камень, скала).
Местные народные предания связывают название местности с именем Белю-воеводы, сподвижника Стефана Караджи (1840—1868).

## Датировка
Учёные склонны относить начало культовой деятельности на Белинташе к V веку до н. э. Археолог Борислав Бориславов предположил, что Белинташ был основан ранее, чем другое известное фракийское святилище в Родопах — Перперикон.

## Археологические исследования
Первые раскопки на Белинташе были проведены болгарскими археологами из Исторического музея Асеновграда в 1975 году.
Исследования продолжались в 1980-е годы, когда было выдвинуто предположение, что плато представляет собой древнюю солнечную обсерваторию.
Раскопки группы археолога Ивана Христова установили в 2003 году наличие материалов из каменно-медной эпохи, эпохи поздней бронзы, раннего железного века, эллинистических и римских артефактов, это позволяет утверждать, что святилище Белинташа использовалось столетиями.
В 2011 году на плато обнаружены остатки стены, вероятно отделявшей священную часть от остальной территории. Обнаружено и место массивной входной двери.

## Фотографии

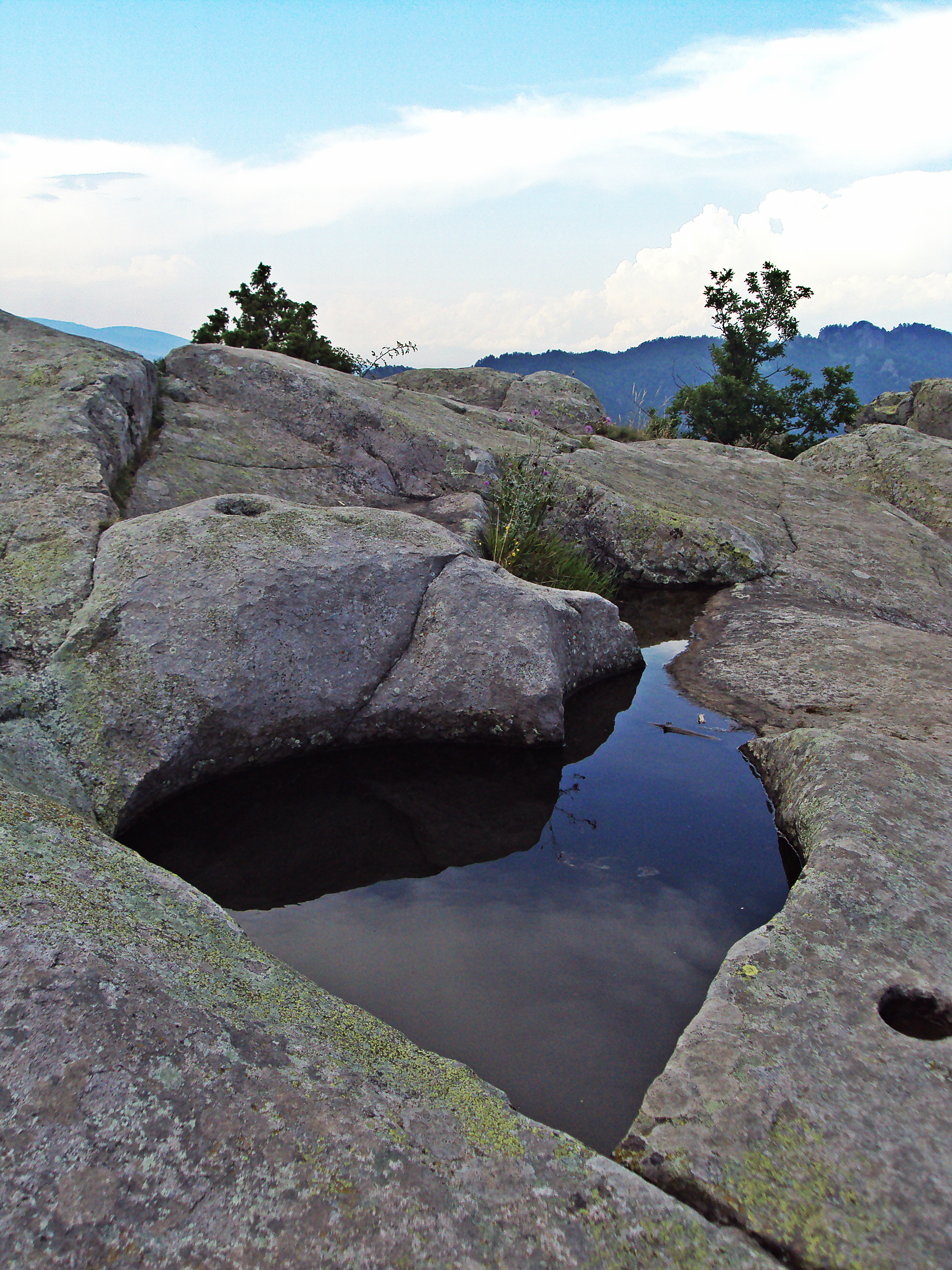
Большая цистерна
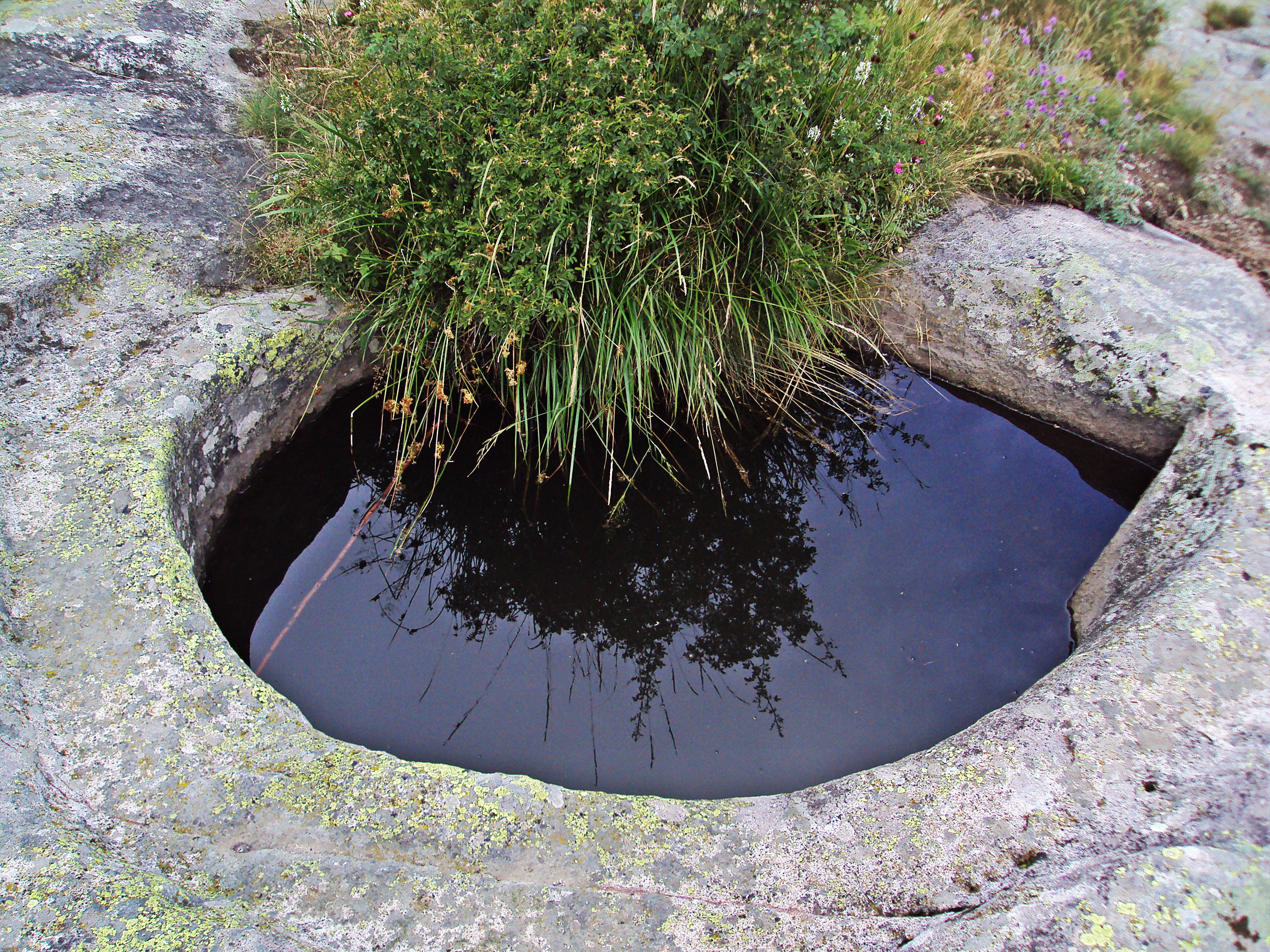
Вторая цистерна
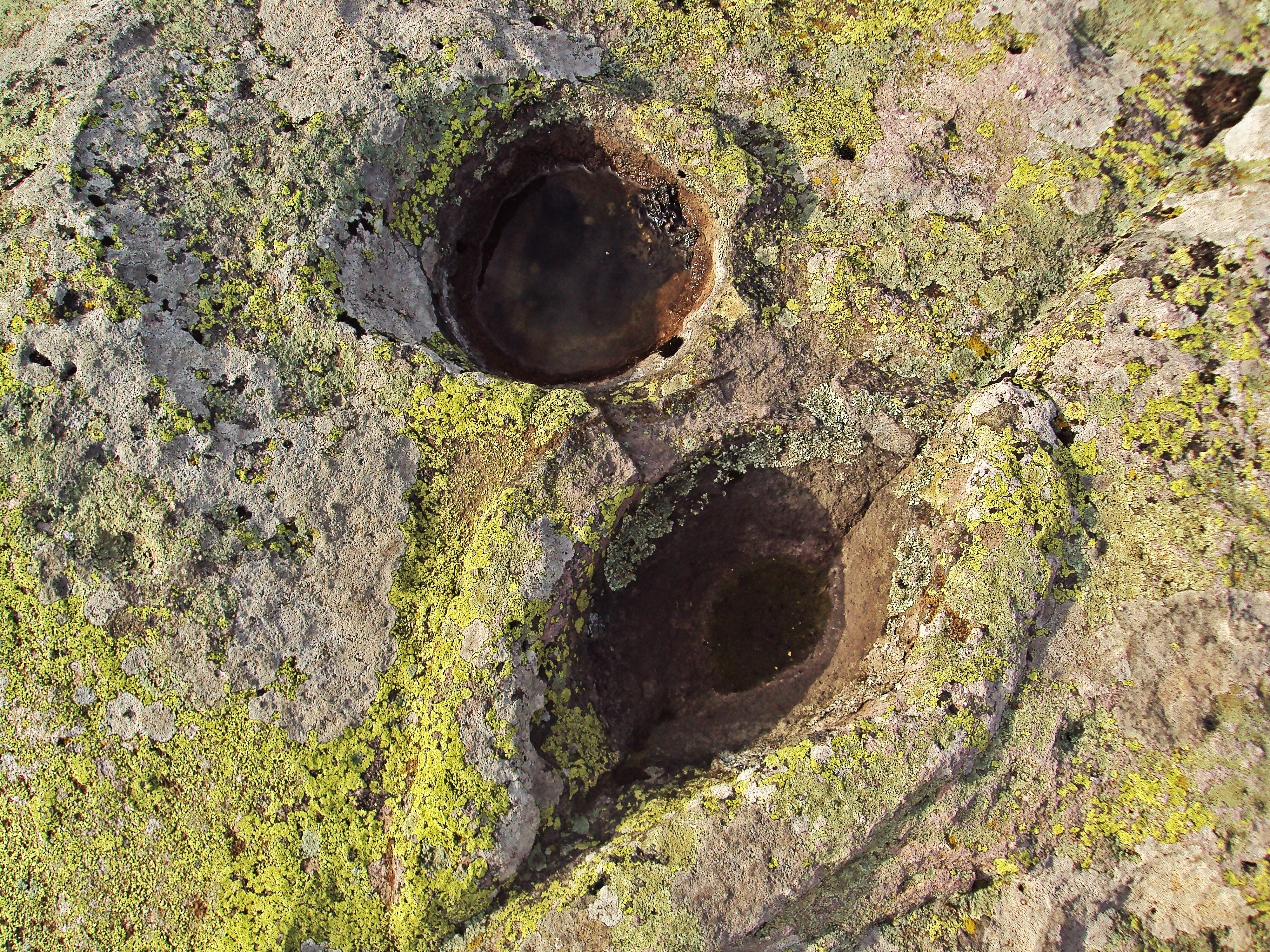
Ритуальные выемки в скале
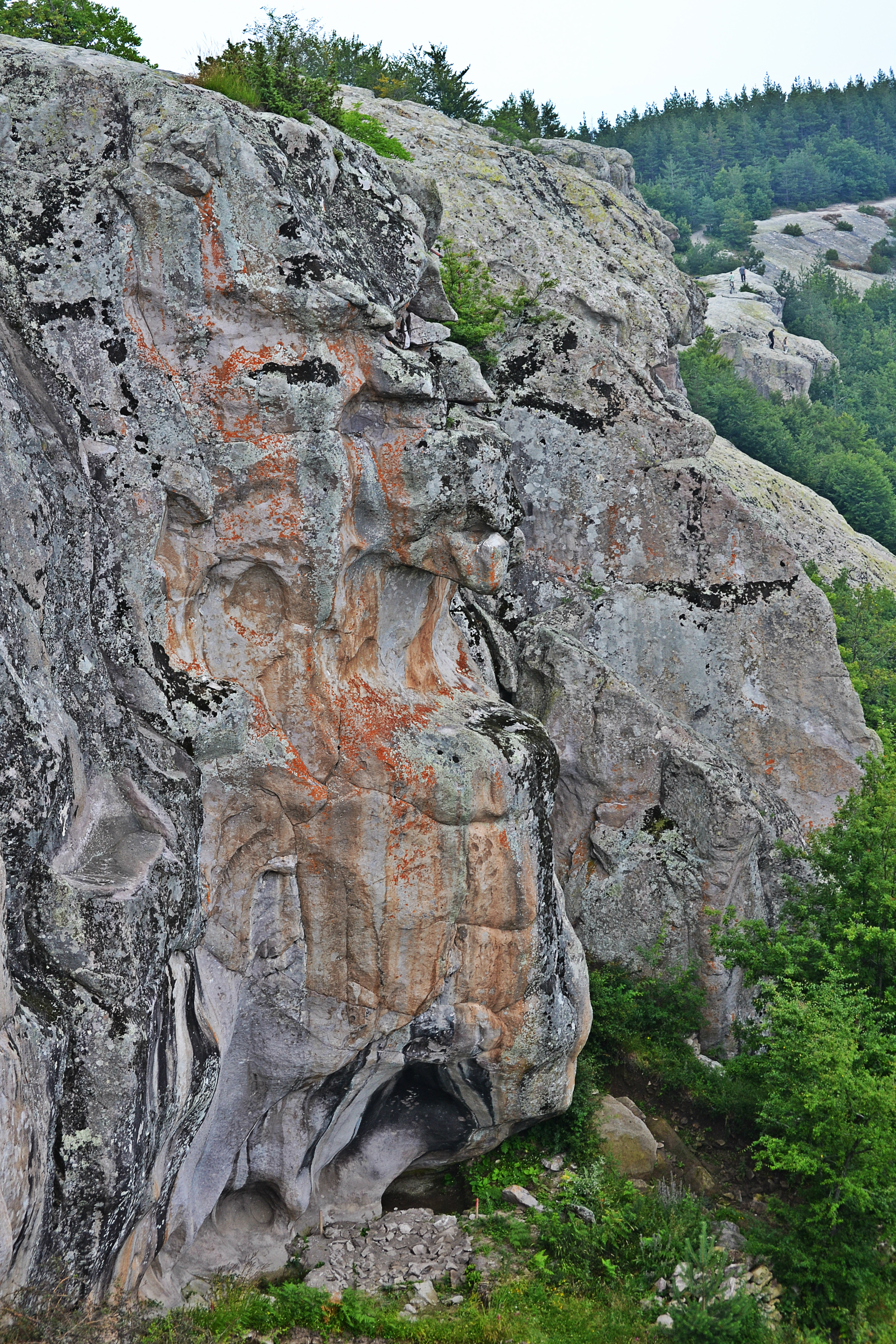
Лица в северной части массива
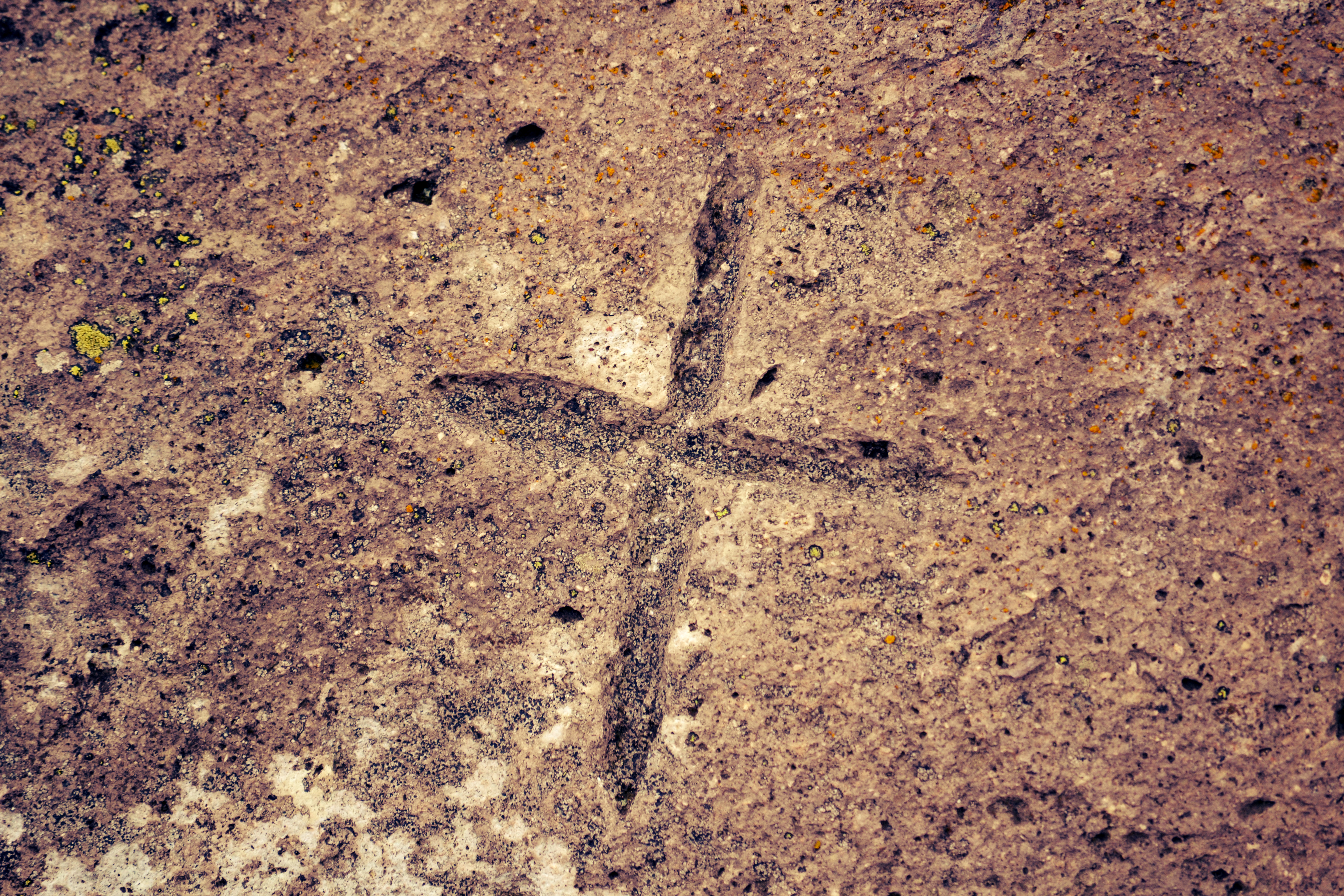
Высеченный на камне крест
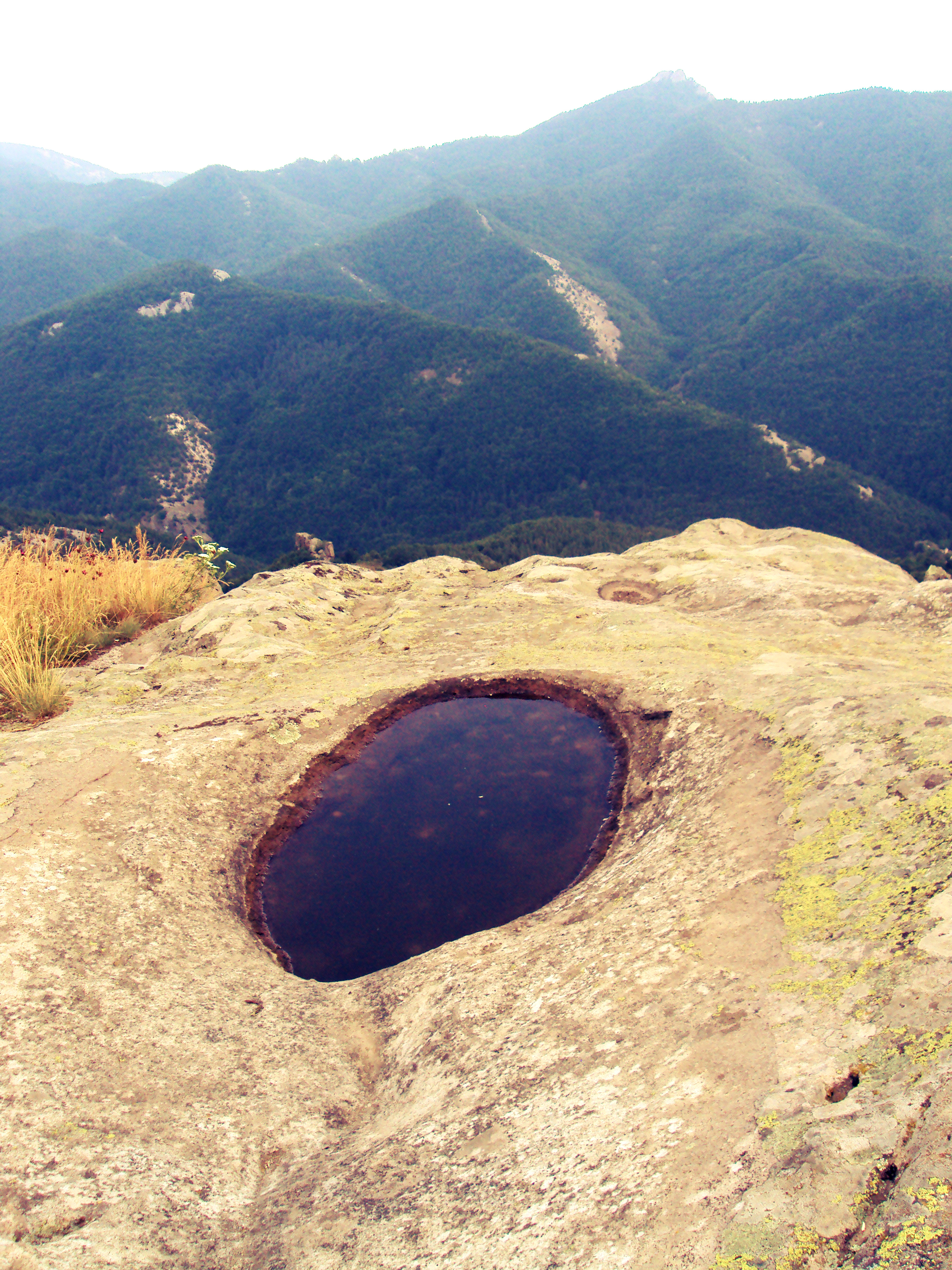
Вид на восток

## Белинташ в популярной культуре
Белинташ стал важным сюжетом в жёлтой прессе Болгарии. Существует множество легенд и слухов об этой местности, охотно обрабатываемых журналистами. Где-то поблизости якобы погребён дядя Александра Македонского, погибший в бою с персами, здесь располагается космодром инопланетян, а взошедшая над плато звезда спасла человечество от гибели в 2012 году. Публиковалась также версия, что именно Белинташ стал пристанищем Ноева ковчега после потопа.